# KXRY
Koordinaten: 44° 59′ 42″ N, 123° 4′ 19″ W
KXRY (Eigenbezeichnung XRAY) ist eine „Independent Radio Station“ aus Portland, Oregon. Der Sender ist Teil der international bekannten Musikszene Portlands. Gesendet wird auf UKW 91,1 MHz und über einem Repeater in West Haven auf 107,1 MHz als K296FT sowie auf dem HD-Kanal 3 von KQAC (89,9 MHz mit 5,9 kW).
„The little station with big ideas“ lautet der Slogan der Station. Die Sendelizenz wurde erstmals am 14. Mai 1958 an KRRC vergeben. KXRY wurde mittels Crowdfunding 2012 gegründet und übernahm die Lizenz. Seitdem sendet KXRY eine Mischung aus Musik und progressivem Talkradio. Seit 2014 sendet die Station mit Hilfe von ungefähr 70 Teilzeit-DJs den ganzen Tag.